# Astragalus tricarinatus
Astragalus tricarinatus är en ärtväxtart som beskrevs av Asa Gray. Astragalus tricarinatus ingår i släktet vedlar, och familjen ärtväxter. Inga underarter finns listade i Catalogue of Life.